# 26.ª Brigada Mixta (Ejército Popular de la República)
La 26.ª Brigada Mixta fue una unidad del Ejército Popular de la República creada durante la Guerra Civil Española. 

## Historial
La unidad se organizó a finales de 1936 en la Sierra de Somosiera a partir de varios batallones de voluntarios que se encontraban presentes en la zona desde finales de julio, tras la batalla de Guadarrama. El capitán de infantería Gabriel Bueno Orgaz se hizo cargo del mando de la brigada. La 26.ª BM quedó adscrita a la 1.ª División del I Cuerpo de Ejército, quedando a cargo de la defensa del sector de Somosierra y con su puesto de mando en Loyozuela.
Posteriormente el mando de la brigada pasó al capitán de ingenieros Carlos Fabra Marín, que lo retuvo durante el resto de la contienda. La 26.ª BM no intervino en ninguna operación militar destacada, limitándose a labores de fortificación y pequeñas escaramuzas. Durante el Golpe de Casado, en marzo de 1939, Fabra fue destituido y su lugar se nombró al mayor de milicias Julián Fernández Ávila. La brigada se autodisolvería unas semanas después, con el final de la guerra.

## Mandos
Comandantes
- capitán de infantería Gabriel Bueno Orgaz;
- capitán de ingenieros Carlos Fabra Marín;
- mayor de milicias Julián Fernández Ávila;

Jefes de Estado Mayor
- capitán de milicias Fernández Mayáns;
- capitán de milicias Manuel Cores Femández;

Comisarios
- Roque Serna Martínez, del PCE;[2]